# Вудлон (Кентуккі)
Вудлон (англ. Woodlawn) — місто (англ. city) в США, в окрузі Кемпбелл штату Кентуккі. Населення — 212 особи (2020).

## Географія
Вудлон розташований за координатами 39°5′29″ пн. ш. 84°28′21″ зх. д. / 39.09139° пн. ш. 84.47250° зх. д. (39.091265, -84.472522).  За даними Бюро перепису населення США в 2010 році місто мало площу 0,12 км², уся площа — суходіл. В 2017 році площа становила 0,15 км², уся площа — суходіл.

## Демографія
Згідно з переписом 2010 року, у місті мешкало 229 осіб у 89 домогосподарствах у складі 65 родин. Густота населення становила 1933 особи/км².  Було 98 помешкань (827/км²).
Расовий склад населення:
| - 97,4 % — білих - 1,3 % — азіатів - 0,4 % — чорних або афроамериканців |

До двох чи більше рас належало 0,9 %. Частка іспаномовних становила 0,0 % від усіх жителів.
За віковим діапазоном населення розподілялося таким чином: 21,4 % — особи молодші 18 років, 64,6 % — особи у віці 18—64 років, 14,0 % — особи у віці 65 років та старші. Медіана віку мешканця становила 40,2 року. На 100 осіб жіночої статі у місті припадало 108,2 чоловіків;  на 100 жінок у віці від 18 років та старших — 111,8 чоловіків також старших 18 років.
Середній дохід на одне домашнє господарство  становив 67 456 доларів США (медіана — 59 107), а середній дохід на одну сім'ю — 76 945 доларів (медіана — 71 500). За межею бідності перебувало 10,8 % осіб, у тому числі 15,9 % дітей у віці до 18 років та 0,0 % осіб у віці 65 років та старших.
Цивільне працевлаштоване населення становило 144 особи. Основні галузі зайнятості: освіта, охорона здоров'я та соціальна допомога — 22,9 %, фінанси, страхування та нерухомість — 14,6 %, виробництво — 13,9 %.